# Mats Poot
Mats Poot (* 15. Juni 2005) ist ein Schweizer Radsportler, der auf Strasse und Bahn Rennen bestreitet.

## Sportlicher Werdegang
2021/22 war Mats Poot im Cyclocross für die Niederlande aktiv.
2024 wurde Poot dreifacher Schweizer Meister auf der Bahn, im Zeitfahren, im Sprint und im Keirin. Bei den Bahn-Weltmeisterschaften im dänischen Ballerup belegte der Schweizer Vierer mit Poot, Noah Bögli, Luca Bühlmann, Valère Thiébaud und Alex Vogel Rang sieben. Im Jahr darauf errang Poot drei nationale Titel, im Keirin, im Sprint und im Scratch. Mit  Noah Bögli, Pascal Tappeiner und Alex Vogel gewann er bei den Bahn-Europameisterschaften 2025 die Bronzemedaille in der Mannschaftsverfolgung. Am 17. Juni 2025 stellte er mit 10,225 Sekunden auf der Offenen Rennbahn Oerlikon einen neuen Schweizer Rekord über 200 Meter (fliegend) auf.

## Erfolge

### Bahn
2024
- Schweizer Meister – Sprint, Keirin, Zeitfahren

2025
- Europameisterschaft – Mannschaftsverfolgung (mit Noah Bögli, Pascal Tappeiner und Alex Vogel)
- Schweizer Meister – Sprint, Keirin, Scratch